# Neonemobius
Neonemobius é um género de insecto da família Gryllidae.
Este género contém as seguintes espécies:
- Neonemobius cubensis (Saussure, 1874)
- Neonemobius eurynotus (Rehn & Hebard, 1918)
- Neonemobius mormonius (Scudder, 1896)
- Neonemobius palustris (Blatchley, 1900)
- Neonemobius toltecus (Saussure, 1859)
- Neonemobius variegatus (Bruner, 1893)